# 下玉利瞳
下玉利 瞳（しもたまり ひとみ、1981年-）は、日本の女子重量挙げ選手。宮崎県出身。主に69キロ級に出場する。宮崎県立小林工業高等学校を経て、日本体育大学卒。
高校時代には全国高等学校女子ウエイトリフティング競技選手権大会で2、3年時に2連覇を達成している。2001年に全日本ウエイトリフティング選手権大会の69キロ級で優勝した。